# One More Night (canção de Maroon 5)
"One More Night" é uma canção da banda norte-americana Maroon 5, gravada para o seu quarto álbum de estúdio Overexposed. Foi composta por Adam Levine, Shellback, Max Martin e Savan Kotecha, com a produção a cargo de Shellback e Martin. A música alcançou a liderança da tabela musical Billboard Hot 100 dos Estados Unidos e permaneceu no topo durante nove semanas no topo. Liricamente, a canção fala sobre não se dar bem com alguém e esperando que ela só está com você por apenas "Mais Uma Noite" (One More Night em portguês). É construído em cima da ideia de empurrar e puxar por excelência entre o que o coração, mente e corpo quer, que são geralmente coisas opostos.

## Precedentes e Lançamento
Depois do sucesso de Payphone, a banda anunciou que "One More Night" iria ser lançado como o segundo single de Overexposed em 19 de junho de 2012. Em 18 de maio de 2012, a banda estreou a canção no Revel Casino em Atlantic City, Nova Jersey. Em 02 de dezembro, "One More Night" foi lançado para o extended mix ou rap edição foi com o Odyssey rapper mexicano Ezequielized desde o hit anterior "Payphone" com Wiz Khalifa.

## Composição e Letra
"One More Night" foi escrita por Adam Levine, Shellback, Max Martin e Savan Kotecha, enquanto a produção foi feita por Martin e Shellback. É uma canção pop, com uma batida reggae infundida na percussão, dando à música uma sensação mais dançante. A canção foi composta em Fá menor e em tempo 4/4.
Liricamente, a canção é construída sobre a ideia do impulso excelência e puxa entre o que o coração, mente e corpo quer, que são geralmente opostos coisas. Ela começa com Adam Levine cantando "Ooh-ooh-ooh-ooh", acompanhado por uma batida de reggae. "Você e eu somos duros um com o outro como se estivéssemos em guerra", Levine canta e temperamentos que a declaração, dizendo: "Tente dizer 'não', mas meu corpo continua a dizer 'sim' para você  ", lamentando por não ser capaz de resistir aos encantos sensuais de uma pessoa. O coro encontra Levine enfeitiçado por alguém que ele sabe que não deve ter; "Então faço uma promessa que espero cumprir ou morrer / Que eu só vou ficar com você apenas por mais uma noite / E eu sei que eu já disse isso um milhão de vezes / Mas eu só vou ficar com você apenas mais uma noite".
Quanto tema da canção, Amy Sciaretto de PopCrush definiu como: "A música é erguida em um bateu para fora da batida, além de falsetes de Levine em assinatura, onde ele joga fora letras sobre não ficar junto com (ou ser capaz de desembaraçar-se de) amor da senhora sua. Levine está esperando que ele só está com ela apenas "mais uma noite".

## Recepção da Critica
"Começando com uma guitarra reggae de estilo em "One More Night", o álbum começa com uma nota sutil, mas afiada. Puxando a relação tumultuada descrito nas desmentidas letras apenas como liso e arrogante gancho da canção em seu baixo. Mickey Madden é apertado em seu sulco, enquanto James Valentine atinge seus patamares mais diversificada e dinâmica ainda sobre esta oferta. Matt Flynn estabelece algumas batidas desconcertantes, e cor PJ Morton teclados as paisagens sonoras vibrantly. no centro desta majestade instrumental, Levine atinge outro nível atingir o status de lenda ao lado de Bono e Anthony Kiedis, mesclando gêneros enquanto efetivamente forjar algo novo todo" - avaliou Rick Florino do Artist Direct.

A canção recebeia geralmente críticas positivas e favoráveis de críticos músicais. Bill Lamb do About.com avaliou a canção em 4 de 5 estrelas, elogiando-a: "A produção reggae-encharcado cativante musicalmente" e "Confiante Adam Levine em seus vocais, no entanto, ele a escreveu". Ele ainda acrescenta "Adam Levine canta sobre como ser culpado em relação a sua parte no inferno acima de uma produção ensolarada que musicalmente está se sentindo um pouco como fórmula, entretanto, por agora, desfrutar de encantos simples da canção, e haverá muito mais para examinar quanto ao álbum Overexposed". Amy Sciaretto de PopCrush elogiou a banda: "Uma combinação perfeita de pop, rock e reggae, mantendo-se exclusivamente Maroon 5". Sciaretto também descreveu-a como: "Nós temos tudo estado lá, mas é Maroon 5 que coloou o sentimento em um canção para praticamente toda a população do planeta para se relacionar. Enquanto isso não é um hino de pista de dança, é certamente um windows-baixo, canção de verão pronto". Robert Copsey da Digital Spy avaliou que: "É um insuflável, salpicado de reggae no midtempo com um coro que se sente tranquilizado familiarmente".
Robbie Daw ficou dividido com relação a canção, escrevendo: "Por um lado, o emprego de gíria estes termos du jour parece um pouco de fora do personagem para a banda Cali Mas, novamente, este álbum é produzido por Max Martin, assim dizer Olá para o novo, (ainda mais) comercialmente viável Maroon 5". Fraser McAlpine da BBC Music escreveu uma resenha mais mista, comentando: "One More Night tem uma melodia que não pode ficar mais do que um bar ou dois sem repetir - como se a banda está preocupado, pode esquecer-se, ou ficando preso em uma nota do código Morse por um tempo, assim como uma música de Rihanna". Simon Price do The Independent afirmou que a música é "um pedaço de eletro-reggae que faz como se fosse Ace of Base de som como Lee "Scratch" Perry.